# Małgorzata Derezińska
Małgorzata Derezińska (ur. 10 kwietnia 1973) – polska lekkoatletka, sprinterka, medalistka mistrzostw Polski.

## Kariera sportowa
Była zawodniczką Zawiszy Bydgoszcz.
W 1995 zdobyła brązowy medal mistrzostw Polski seniorek w biegu na 200 metrów, w 1994 zajęła na mistrzostwach Polski 4. miejsce w biegu na 100 metrów i w biegu na 200 metrów.
Jej rekordy życiowe wynoszą: na 100 metrów - 11,83 (4.06.1993), na 200 metrów - 24,16 (29.05.1993).